# Gigaset Technologies
Die Gigaset Technologies GmbH ist ein Hersteller von DECT-Telefonen, Tablets und Smartphones mit Sitz in Bocholt. Die Gesellschaft entstand aus der Siemens Home and Office Communication Devices GmbH & Co. KG, einer ehemaligen 100-Prozent-Tochter von Siemens. Diese wurde 2008 vom Mutterkonzern getrennt und stand seitdem im Alleineigentum der börsennotierten Gigaset AG. Seit September 2023 war das Unternehmen zunächst insolvent und wurde im Januar 2024 von Vtech Holdings übernommen.

## Geschichte

### Gigaset Communications GmbH
Die zunächst hundertprozentige Tochter der Siemens AG wurde am 1. Oktober 2005 gegründet. Die Firma führt die Tätigkeiten des Geschäftsgebiets Customer Premises Equipment (CPE) von Communications, einem ehemaligen Geschäftsbereich der Siemens AG, fort. Das Unternehmen wurde gegründet, nachdem sich Siemens am 1. Oktober 2005 von seiner Mobilfunksparte (Mobile Devices = MD) getrennt hatte. CPE, welches vormals zusammen mit MD wirkte, verblieb bei Siemens und wurde in ein eigenständiges Unternehmen gewandelt.
Im Oktober 2006 wurde der Bereich COM bei Siemens aufgelöst. Dabei ging die Netzsparte in ein Gemeinschaftsunternehmen mit Nokia, und das Unternehmensgeschäft (HiCOM) wurde in eine eigenständige GmbH & Co. KG umgewandelt – Siemens Enterprise Communications, kurz SEN. Diese Tochter der Siemens AG unterhält wiederum eine GmbH & Co. KG, die Siemens Enterprise Communications Management Manufacturing GmbH & Co. KG, welche die Siemens Enterprise Communications Manufacturing GmbH & Co. KG leitet. In letzterer wird die Optipoint-(HiPath-)Serie, seit 2007 auch Open Stage, gefertigt. Das Unternehmen erzielte im Geschäftsjahr 2005 (30. September) einen Umsatz von rund einer Milliarde Euro.
Im August 2008 wurde die Siemens Home and Office Communication Devices GmbH & CO. KG zu 80,2 Prozent an die Arques Industries verkauft und firmiert seit dem 1. Oktober 2008 unter dem Namen Gigaset Communications GmbH.
Anfang 2009 waren 2100 Mitarbeiter bei Gigaset beschäftigt, davon 1670 in Deutschland. Das Vorgängerunternehmen Siemens Home and Office Communication Devices erzielte im Geschäftsjahr 2005 (30. September) einen Umsatz von rund 1 Milliarde Euro.
Am 1. Juli 2009 verkaufte Gigaset Communications GmbH die WiMAX- und Breitband-Sparten an Sagem-Communications.
Im August 2013 stellte Gigaset das SL930A vor, das erste DECT-Festnetztelefon mit Touchscreen und dem Betriebssystem Android.
Im November 2013 stieg Gigaset Communications in den Tabletmarkt ein und stellte die Tablets QV 830 sowie QV 1030 vor, die mit dem Betriebssystem Android ausgeliefert werden. Anders als die Schnurlostelefone werden die Tablets nicht am Gigaset-Standort Bocholt gefertigt, sondern durch Auftragshersteller an anderen Standorten. Gigaset kündigte an, 2014 weitere Tablets vorzustellen.
Zum 31. Dezember 2013 beschäftigte Gigaset Communications in Deutschland 1.039 Mitarbeiter. Im selben Jahr wurde ein Umsatz von 307 Millionen Euro erzielt. 2013 betrug das Minus von Gigaset über 34 Millionen Euro, 2014 waren es über 16 Millionen Euro.
Anfang September 2015 stieg Gigaset mit drei Smartphones in diesen Markt ein: Das Einstiegsmodell ME Pure und die beiden Topmodelle ME und ME Pro. Während die ersten beiden Modelle über einen 5 Zoll großen Touchscreen verfügen, liegt die Bildschirmdiagonale des ME Pro bei 5,5 Zoll. ME und ME Pro haben außerdem einen Rahmen aus Edelstahl.
Im November 2015 wurde bekannt, dass sich Gigaset, das zu der Zeit etwa 1250 Mitarbeiter hatte, von 550 Mitarbeitern trennen will. Nur zwei Tage später wurde Gigaset Sponsor des FC Bayern München. Der neue chinesische Großaktionär der Gigaset AG, der Milliardär Pan Sutong, möchte Gigaset als Smartphonehersteller etablieren; der FC Bayern ist auch in China sehr bekannt. Sutong ließ sich im September 2015 bereits die Gigaset-Markenrechte für 29 Millionen Euro (die noch nicht bezahlt wurden) auf sich übertragen. Der Gewinn an den Smartphones fließt nicht direkt an die Gigaset AG, sondern an eine von Sutong kontrollierte singapurische Briefkastenfirma. Im Dezember 2015 ersetzte Klaus Weßing den bisherigen langjährigen Chief Executive Officer (CEO) Charles Fränkl. Weßing war vorher Chief Operating Officer (COO) bei Gigaset.
Ende Mai 2018 wurde bekannt gegeben, dass ein Teil der Smartphone-Produktion in Deutschland aufgebaut werde und das Modell GS185 in Bocholt produziert werde. Die weiteren Modelle, das GS100 und GS180, werden weiterhin in China produziert. Die 2019 vorgestellten Modelle GS280, GS290 und GS195 sowie das GS4 (2020) werden ebenfalls in Deutschland gefertigt. 2019 wurde das Sponsoring des FC Bayern um drei Jahre verlängert.
Seit 2020 bietet die Firma Volla Smartphones auf Gigaset-Basis, zum Teil mit Wechselakku, auch mit vorinstalliertem Ubuntu Touch an.
Im August 2022 wurde Magnus Ekerot, vorher Senior Vice President bei Bosch Security and Safety Systems, als Vorstandschef berufen, da der bisherige CEO Klaus Weßing 2023 in den Ruhestand ging. Das Sponsoring des FC Bayern wurde 2022 nicht fortgeführt. Ende 2022 hatte Gigaset einen EBITDA von 17,9 Millionen Euro erwirtschaftet. Am 19. September 2023 stellte Gigaset einen Antrag auf Insolvenz in Eigenverwaltung beim Amtsgericht Bocholt. Gigaset sollte saniert werden, die Entwicklungs-, Produktions- und Vertriebstätigkeiten für DECT-Schnurlostelefone will das Unternehmen fortführen.
Im Januar 2024 eröffnete das Amtsgericht Münster das Regelinsolvenzverfahren. Ende Januar 2024 wurde die Übernahme durch Vtech Holdings bekannt, wobei die inzwischen vierte Restrukturierung angekündigt und der Abbau von etwa 200 Arbeitsplätzen in Gang gesetzt wurde. Das Smart Home/Care-Geschäft wird zum 29. März 2024 eingestellt, was auch die Abschaltung der Server beinhaltet; Kundinnen und Kunden können Ansprüche gegenüber dem Insolvenzverwalter als Insolvenzforderungen geltend machen, wie das Unternehmen mitteilte.
Am 2. April 2024 wurde die Gesellschaft an die VTech-Tochter Snom verkauft. Am 5. April wurde die Übernahme offiziell als abgeschlossen vermeldet. Da das Smarthome-Geschäft nicht Teil der Übernahme war und kein anderer Käufer gefunden wurde, wurde dieser Geschäftsbereich zum 29. März 2024 eingestellt.

### Gigaset Technologies GmbH
Das ehemals als Snom Solutions GmbH firmierende Unternehmen unter dem Dach der VTech Holdings Limited aus Hongkong hat sich im Zuge der Übernahme in Gigaset Technologies GmbH umbenannt. Hierbei wurden Gigasets Geschäftsbereiche DECT (Digital Enhanced Cordless Telecommunications) Schnurlostelefone, Business-Telefonielösungen für Unternehmenskunden und Android-basierte mobile Kommunikation, sowie die Fabrik in Bocholt, übernommen.

## Unternehmenssparten und Produkte

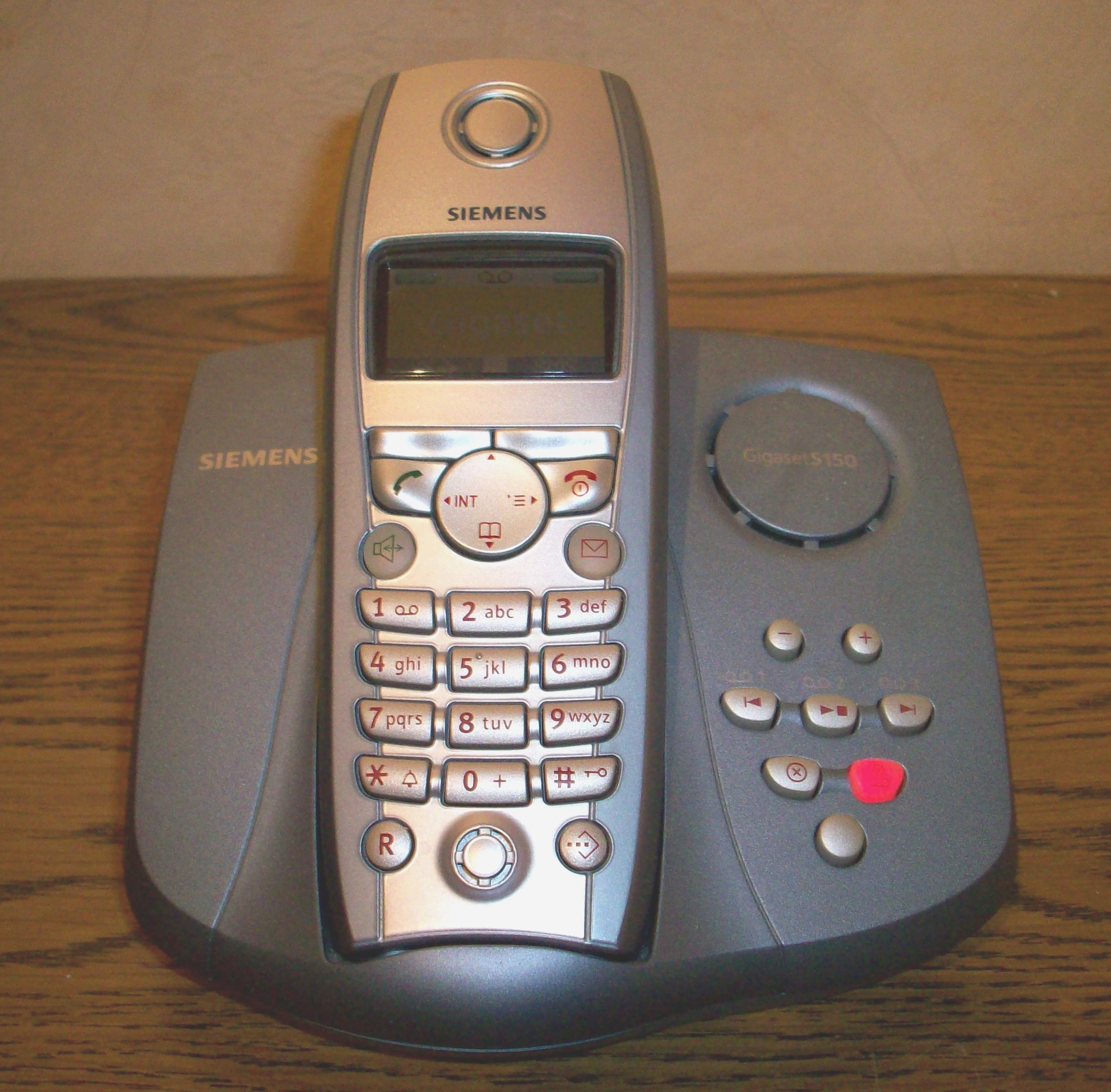
Gigaset S150-Schnurlostelefon

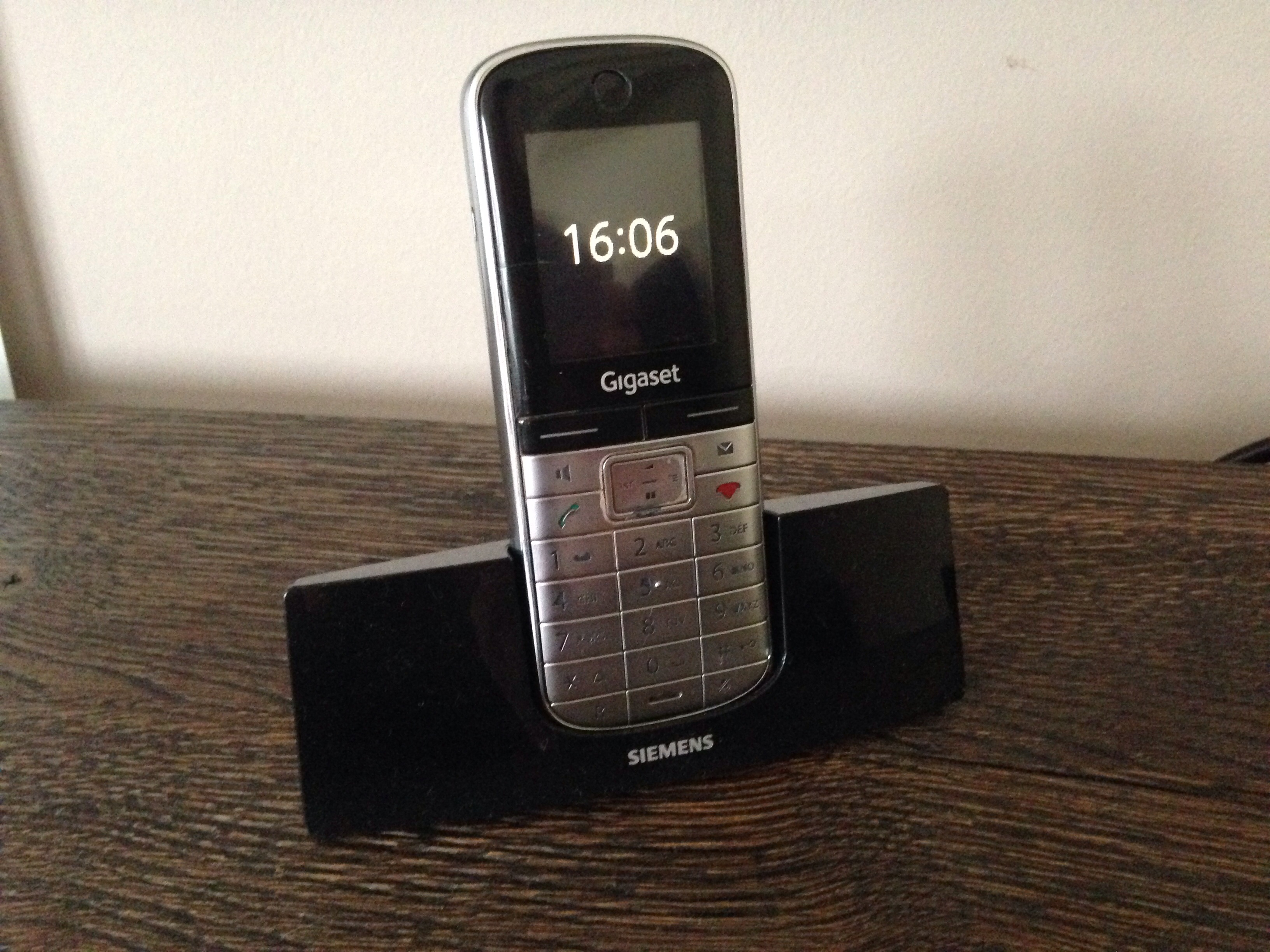
Gigaset SL400

Die Produktpalette von Gigaset umfasst Telefone aller Sparten: Kabelgebundene sowie Schnurlos-Telefone für Festnetz-Telefonie (Analog, ISDN) und VoIP (IP-Telefonie) sowie Mobiltelefone auf Android-Basis. Die Telefoniegeräte sind im Markt bekannt unter dem Markennamen Gigaset.
Von 1. Oktober 2006 bis zum Verkauf an Sagem-Communications am 1. Juli 2009 existierten noch zwei ausgegliederte Betriebseinheiten mit eigener Geschäftsführung: WiMAX (Marc Achhammer) und „Home Media“ (Harald Sendlinger).
Das Unternehmen entwickelt und fertigt Kommunikationsendgeräte am Standort Bocholt, wobei ein Teil der Produktion in China erfolgt. Eine Besonderheit des Produktportfolios ist die Open-Source-Strategie. Für einige Produkte werden Quellen der darin genutzten Software auf der Webseite zur Verfügung gestellt (Stand September 2024).
Darüber hinaus stellte Gigaset zeitweise auch Rauchmelder und Alarmanlagen her. Das Smarthome-Sortiment bot auch diverse Cloud-Dienste an. Die Smarthome-Cloud wurde ebenso wie die zugehörigen Produkte nicht von VTech übernommen und entsprechend eingestellt.

### Schnurlostelefonie
- Analoge Telefone, auch mit Internet-Anbindung, wodurch die Anzeige des Anrufers über Abfrage eines Internettelefonbuches möglich ist.
- ISDN-Telefone
- VoIP-Telefone (schnurgebunden, über DECT und über WLAN)
- Hybrid-Telefone (Festnetz- und IP-Telefonie), wie das Gigaset S685 IP, die durch ihre Internet-Anbindung zusätzliche Dienste wie Wetterbericht, Newsticker, Instant Messaging, E-Mail-Benachrichtigung etc. bieten.

### Professionelle IP-Tischtelefone und IP-Telefonanlagen
- VoIP-Telefone (kabelgebunden, PoE, teilweise mit WLAN, DECT, BT; kompatibel nach SIP-Standard): DE900, DE700, DE410, DE310
- VoIP-PBX: T500, T300

### Tablets
- QV 830 (8″, 1024 × 768 Pixel Auflösung, 8 GB Flash-Speicher, 1 GB RAM, Vierkernprozessor von Mediatek)
- QV 1030 (10″, 2560 × 1600 Pixel Auflösung, 16 GB Flash-Speicher, 2 GB RAM, Tegra-4-Prozessor von Nvidia)

### Smartphones
| Modell                        | Datum Einführung | Android Version                 | Prozessor                                                   | RAM  | Speicher | Display | Auflösung        | Akku                  | Abmessungen            | Gewicht | Herstellungsland |
| ----------------------------- | ---------------- | ------------------------------- | ----------------------------------------------------------- | ---- | -------- | ------- | ---------------- | --------------------- | ---------------------- | ------- | ---------------- |
| ME                            | 2015/11          | 5.1                             | Qualcomm Snapdragon 810 8 × 1,9 GHz                         | 3 GB | 32 GB    | 5"      | 1920 × 1080 px   | 3000 mAh              | 144,5 × 69,4 × 7,7 mm  | 160 g   | China            |
| ME Pure                       | 2016/05          | 5.1                             | Qualcomm Snapdragon 615 8 × 1,5 GHz                         | 3 GB | 16 GB    | 5"      | 1920 × 1080 px   | 3320 mAh              | 144,5 × 69,4 × 7,8 mm  | 140 g   | China            |
| ME Pro                        | 2016/02          | 5.1                             | Qualcomm Snapdragon 810 8 × 1,9 GHz                         | 3 GB | 32 GB    | 5,5"    | 1920 × 1080 px   | 4000 mAh              | 156 × 76 × 7,7 mm      | 195 g   | China            |
| GS100                         | 2018/06          | 8.1                             | MediaTek MT6739 4 × 1,3 GHz                                 | 1 GB | 8 GB     | 5,5"    | 1440 × 720 px    | 3000 mAh              | 149,5 × 71 × 9,3 mm    | 174 g   | China            |
| GS110                         | 2019/07          | 9 Go-Edition                    | UNISOC SC9863A 8 × 1,6 GHz                                  | 1 GB | 16 GB    | 6,1"    | 1200 × 600 px    | 3000 mAh              | 155 × 73,1 × 9,7 mm    | 154 g   | China            |
| GS160                         | 2016/12          | 6.0                             | MediaTek MT6737 4 × 1,3 GHz                                 | 1 GB | 16 GB    | 5"      | 1280 × 720 px    | 2500 mAh              | 144 × 72,3 × 9,5 mm    | 139 g   | China            |
| GS170                         | 2017/07          | 7.0                             | MediaTek MT6737 4 × 1,3 GHz                                 | 2 GB | 16 GB    | 5"      | 1280 × 720 px    | 2500 mAh              | 144,3 × 71,6 × 8,9 mm  | 139 g   | China            |
| GS180                         | 2018/06          | 8.1                             | MediaTek MT6737 4 × 1,3 GHz                                 | 2 GB | 16 GB    | 5"      | 1280 × 720 px    | 3000 mAh              | 143 × 72,2 × 9 mm      | 150 g   | China            |
| GS185                         | 2018/06          | 8.1                             | Qualcomm Snapdragon 425 4 × 1,4 GHz                         | 2 GB | 16 GB    | 5,5"    | 1440 × 720 px    | 4000 mAh              | 147 × 70,6 × 8,8 mm    | 149 g   | Deutschland      |
| GS190                         | 2019/08          | 9                               | MediaTek Helio A22 4 × 2,0 GHz                              | 2 GB | 16 GB    | 6,1"    | 1560 × 720 px    | 4000 mAh              | 156,5 × 74,0 × 9,5 mm  | 172 g   | China            |
| GS195                         | 2019/08          | 9                               | UNISOC SC9863A 8 × 1,6 GHz                                  | 2 GB | 32 GB    | 6,18"   | 2246 × 1080 px   | 4000 mAh              | 156,1 × 76,1 × 8,4 mm  | 180 g   | Deutschland      |
| GS270                         | 2017/09          | 7.0 / 8.1 1                     | MediaTek MT6750 4 × 1,5 GHz 4 × 1,0 GHz                     | 2 GB | 16 GB    | 5,2"    | 1920 × 1080 px   | 5000 mAh              | 149,5 × 74 × 8,95 mm   | 160 g   | China            |
| GS270 Plus                    | 2017/09          | 7.0 / 8.1 1                     | MediaTek MT6750 4 × 1,5 GHz 4 × 1,0 GHz                     | 3 GB | 32 GB    | 5,2"    | 1920 × 1080 px   | 5000 mAh              | 149,5 × 74 × 8,95 mm   | 160 g   | China            |
| GS280                         | 2019/03          | 8.1                             | Qualcomm Snapdragon 430 4 × 1,4 GHz 4 × 1,1 GHz             | 3 GB | 32 GB    | 5,7"    | 2160 × 1080 px   | 5000 mAh              | 152,6 × 73,7 × 9,2 mm  | 175 g   | Deutschland      |
| GS290 Volla Phone             | 2019/11 2020/12  | 9.0 / 10.0 3 sowie Ubuntu Touch | MediaTek Helio P23 4 × 1,5 GHz 4 × 2,0 GHz 8 × 2,0 GHz 3    | 4 GB | 64 GB    | 6,3"    | 2340 × 1080 px   | 4700 mAh              | 157 × 75,1 × 9,65 mm   | 190 g   | Deutschland      |
| GS370                         | 2017/11          | 7.0 / 8.1 1                     | MediaTek MT6750 8 × 1,5 GHz                                 | 3 GB | 32 GB    | 5,7"    | 1440 × 720 px    | 3000 mAh              | 151 × 72 × 8,2 mm      | 145 g   | China            |
| GS370 Plus                    | 2017/11          | 7.0 / 8.1 1                     | MediaTek MT6750 8 × 1,5 GHz                                 | 4 GB | 64 GB    | 5,7"    | 1440 × 720 px    | 3000 mAh              | 151 × 72 × 8,2 mm      | 145 g   | China            |
| GX290 2                       | 2019/09          | 9                               | MediaTek Helio P23 8 × 2,0 GHz                              | 3 GB | 32 GB    | 6,1"    | 1560 × 720 px    | 6200 mAh              | 162,4 × 79 × 15,3 mm   | 279 g   | China            |
| GS3                           | 2020/11          | 10                              | MediaTek Helio A25 4 × 1,8 GHz 4 × 1,5 GHz                  | 4 GB | 64 GB    | 6,1"    | 1560 × 720 px    | 4000 mAh (wechselbar) | 156 × 74 × 9,5 mm      | 172 g   | China            |
| GS4                           | 2020/11          | 10                              | MediaTek Helio P70 4 × 2,1 GHz 4 × 2,0 GHz                  | 4 GB | 64 GB    | 6,3''   | 2.340 × 1.080 px | 4300 mAh (wechselbar) | 157 × 75 × 9,8 mm      | 206 g   | Deutschland      |
| GX290 Plus 2                  | 2021/03          | 10                              | MediaTek Helio P23 8 × 2,0 GHz                              | 4 GB | 64 GB    | 6,1"    | 1560 × 720 px    | 6200 mAh              | 162,4 × 79 × 15,3 mm   | 278 g   | Deutschland      |
| GS5/Rephone 4/ Volla Phone 22 | 2021/11          | 11, sowie Ubuntu Touch          | MediaTek Helio G85 8 × 2,0 GHz                              | 4 GB | 128 GB   | 6,3"    | 2340 × 1080 px   | 4500 mAh (wechselbar) | 157,5 × 75 × 10,4 mm   | 210 g   | Deutschland      |
| GS5 Lite                      | 2022/07          | 12                              | MediaTek Helio G85 8 × 2,0 GHz                              | 4 GB | 64 GB    | 6,3"    | 2340 × 1080 px   | 4500 mAh (wechselbar) | 157,7 × 74,8 × 10,7 mm | 205 g   | Deutschland      |
| GX4 PRO                       |                  | 13                              | MediaTek Helio G99 Octa-Core 2 × 2,2 GHz 6 × 2,0 GHz        | 6 GB | 128 GB   | 6,1"    | 1560 × 720 px    | 5000 mAh (wechselbar) | 160,9 × 80,0 × 12,2 mm | 270 g   | Deutschland      |
| GX6                           | 2022/10          | 12                              | MediaTek Dimensity 900 2 × 2,4 GHz 6 × 2,0 GHz              | 6 GB | 128 GB   | 6,6"    | 2412 × 1080 px   | 5000 mAh (wechselbar) | 170,7 × 82,2 × 11,9 mm | 278 g   | Deutschland      |
| GX6 PRO                       |                  | 13                              | MediaTek Dimensity 900 5G Octa-Core 2 × 2,4 GHz 6 × 2,0 GHz | 8 GB | 128 GB   | 6,6"    | 2412 × 1080 px   | 5000 mAh (wechselbar) | 170,7 × 82,2 × 11,9 mm | 278 g   | Deutschland      |